# Гречиха
Гречи́ха (лат. Fagopýrum) — род травянистых растений семейства Гречишные (Polygonaceae), в котором образует монотипную трибу Fagopyreae.
Возможно, гречиха была одомашнена на юго-западе Китая, а затем распространилась на север и адаптировалась к аридной среде, став общеевразийской культурой примерно 3 тыс. лет назад.
В практическом отношении важнейшим растением рода является гречиха посевная (Fagopyrum esculentum) — ценная крупяная культура. Плоды идут на производство муки. Крупа используется для приготовления пирогов, каш и супов, зачастую, вместе с ягодами или другими крупами (например, рисом).

## Ботаническое описание
Однолетние или многолетние травянистые растения, 10—80(100) см высотой. Стебли голые, прямостоячие, ветвистые, равномерно облиственные. Листья очередные, стреловидно-треугольные или стреловидно-яйцевидные, 2,5—9 см длиной, верхушка оттянутая.
Цветки обоеполые, диморфные, гетеростильные. Околоцветник пятираздельный, желтовато-зелёный, белый или светло-розовый, 1,3—4 мм длиной. Тычинок 8, пестик с 3 столбиками, рыльца головчатые, завязь трёхгранная. Плоды — трёхгранные, матовые орешки, 4,5—6,5 мм длиной.

## Распространение
Естественная область распространения — умеренно тёплые и субтропические области Восточной и Юго-Восточной Азии.

## Таксономия
Род Гречиха включает 26 видов:
- Fagopyrum acutatum (Lehm.) Mansf. ex K.Hammer
- Fagopyrum callianthum Ohnishi
- Fagopyrum capillatum Ohnishi
- Fagopyrum caudatum (Sam.) A.J.Li
- Fagopyrum crispatifolium J.L.Liu
- Fagopyrum densivillosum J.L.Liu
- Fagopyrum esculentum Moench typus[1] — Гречиха посевная, или Гречиха съедобная, или Гречиха обыкновенная
- Fagopyrum gilesii (Hemsl.) Hedberg
- Fagopyrum giraldii (Dammer & Diels) Haraldson

Pteroxygonum giraldii Dammer & Diels ]
- Fagopyrum gracilipedoides Ohsako & Ohnishi
- Fagopyrum gracilipes (Hemsl.) Dammer
- Fagopyrum homotropicum Ohnishi
- Fagopyrum jinshaense Ohsako & Ohnishi
- Fagopyrum kashmirianum Munshi
- Fagopyrum ×kuntzei Beck
- Fagopyrum leptopodum (Diels) Hedberg
- Fagopyrum lineare (Sam.) Haraldson
- Fagopyrum macrocarpum Ohsako & Ohnishi
- Fagopyrum megacarpum H.Hara
- Fagopyrum pleioramosum Ohnishi
- Fagopyrum pugense T.Yu
- Fagopyrum rubrifolium Ohsako & Ohnishi
- Fagopyrum statice (H.Lév.) Gross
- Fagopyrum tataricum (L.) Gaertn. — Гречиха татарская
- Fagopyrum urophyllum (Bureau & Franch.) Gross
- Fagopyrum zuogongense Q.F.Chen